# 太田辰夫
太田 辰夫（おおた たつお、1916年〈大正5年〉6月29日 - 1999年〈平成11年〉1月31日）は、日本の中国語学者・中国文学者。

## 経歴
東京生まれ。東京外国語学校支那語科卒、1961年「現代中国語文法の歴史的研究」で東京教育大学より文学博士の学位を取得。神戸市外国語大学助教授、教授、1982年名誉教授、京都産業大学教授。1999年、肺炎のため死去。
呉承恩を『西遊記』の作者ではないとする立場にたって、中国古典文学大系版の『西遊記』の翻訳にたずさわった。

## 著作

### 単著
- 『現代中国語入門』江南書院、1957
- 『中国歴代口語文』江南書院、1957。朋友書店、2007
- 『中国語歴史文法』江南書院、1958。朋友書店、2013
  - 《中国语历史文法》北京大学出版社 2003
- 『古典中国語文法』改訂版 汲古書院、1984
- 『西遊記の研究』研文出版、1984
- 『中国語史通考』白帝社、1988
  - 《汉语史通考》重庆出版社 1991
- 『中国語文論集 語学篇・元雑劇篇』汲古書院、1995
- 『中国語文論集 文学篇』汲古書院、1995

### 共著編
- 『現代中日辞典』香坂順一共著 光生館、1961
- 『基準中日辞典』香坂順一共著 光生館、1962
- 陳文彬原編『中国語基礎講座課本 北京放送テキスト』香坂順一と改編増補 光生館、1964
- 『八旗文人伝記綜合索引稿』編 汲古書院、1975
- 『「祖堂集」口語語彙索引』編 朋友書店、1981
- 『唐宋俗字譜 祖堂集之部』編 汲古書院、1982
- 『中国秘籍叢刊』飯田吉郎共編 汲古書院、1987

### 翻訳
- 老舎『竜鬚溝 三幕劇』鳥居久靖共訳註 江南書院 訳註双書、1957
- 『西遊記』上・下、鳥居久靖共訳、平凡社 中国古典文学全集 1960、単行版・2巻組 1963 - 西遊真詮本の全訳 
  - 改訳版：中国古典文学大系 1971、奇書シリーズ 1972（各・2巻）、選書版 全7巻 1990
- 馮夢竜『中国古典文学大系 第36巻　平妖伝』平凡社、1967
- 韓邦慶『中国古典文学大系 第49巻　海上花列伝』平凡社、1969
- 松齢『小額 社会小説』竹内誠共編 汲古書院、1992
- 貫雲石『元版孝経直解 故林秀一氏旧蔵』佐藤晴彦共編 汲古書院、1996
- 『大唐三蔵取経詩話 大倉文化財団蔵 宋版』磯部彰共訳 汲古書院、1997